# I Just Called to Say I Love You
I Just Called to Say I Love You ist ein Lied von Stevie Wonder aus dem Jahr 1984, das von Wonder geschrieben und produziert und für den Soundtrack zum Film Die Frau in Rot verwendet wurde.

## Geschichte
I Just Called to Say I Love You wurde am 1. August 1984 veröffentlicht und erreichte in vielen Ländern Platz eins der Charts. In Deutschland blieb der Hit sechs Wochen auf der Spitzenposition (vom 28. September bis zum 8. November 1984). Bei der Oscarverleihung 1985 gewann der Song in der Kategorie Musik (Original Song).
Nach der Veröffentlichung wurde Wonder von seinem ehemaligen Manager Lee Garrett auf Grund urheberrechtlicher Nutzungsrechte verklagt, da Garrett behauptete, er habe den Song geschrieben. Die Klage wurde jedoch später zurückgezogen.

## Kommerzieller Erfolg

### Chartplatzierungen
| ChartsChartplatzierungen       | Höchstplatzierung | Wochen/ Monate |
| ------------------------------ | ----------------- | -------------- |
| Deutschland (GfK)              | 1 (23 Wo.)        | 23 Wo.         |
| Österreich (Ö3)                | 1 (4 Mt.)         | 4 Mt.          |
| Schweiz (IFPI)                 | 1 (20 Wo.)        | 20 Wo.         |
| Vereinigte Staaten (Billboard) | 1 (26 Wo.)        | 26 Wo.         |
| Vereinigtes Königreich (OCC)   | 1 (39 Wo.)        | 39 Wo.         |

| ChartsJahrescharts (1984)      | Platzierung |
| ------------------------------ | ----------- |
| Deutschland (GfK)              | 6           |
| Österreich (Ö3)                | 9           |
| Schweiz (IFPI)                 | 11          |
| Vereinigte Staaten (Billboard) | 25          |

### Auszeichnungen für Musikverkäufe
| Land/Region                  | Auszeichnungen für Musikverkäufe (Land/Region, Auszeichnung, Verkäufe) | Verkäufe  |
| ---------------------------- | ---------------------------------------------------------------------- | --------- |
| Australien (ARIA)            | Gold                                                                   | 35.000    |
| Dänemark (IFPI)              | Gold                                                                   | 45.000    |
| Deutschland (BVMI)           | Gold                                                                   | 250.000   |
| Frankreich (SNEP)            | Gold                                                                   | 500.000   |
| Italien (FIMI)               | Gold                                                                   | 50.000    |
| Kanada (MC)                  | 3× Platin                                                              | 300.000   |
| Neuseeland (RMNZ)            | Platin                                                                 | 30.000    |
| Niederlande (NVPI)           | Platin                                                                 | 100.000   |
| Portugal (AFP)               | Platin                                                                 | 170.000   |
| Russland (NFPF)              | Gold                                                                   | 100.000   |
| Spanien (Promusicae)         | Platin                                                                 | 60.000    |
| Vereinigte Staaten (RIAA)    | Gold                                                                   | 1.000.000 |
| Vereinigtes Königreich (BPI) | Platin                                                                 | 1.912.528 |
| Insgesamt                    | 7× Gold · 8× Platin ·                                                  | 4.552.528 |

Hauptartikel: Stevie Wonder/Auszeichnungen für Musikverkäufe

## Coverversionen
Der Titel wurde vielfach gecovert.
- 1984: Daliah Lavi: Ich wollt’ nur mal mit dir reden
- 1984: Sacha Distel Je t’appelle pour te dire que je t’ aime (französisch)
- 1984: Dalida Pour te dire je t’aime (französisch)
- 1985: Karel Gott To Byl Vám Den
- 1985: Purple Schulz (Sample im Song Verliebte Jungs)
- 1986: The Shadows
- 1988: Richard Clayderman
- 1989: Munich Symphonic Sound Orchestra
- 1994: James Last
- 1995: Boney NEM
- 1996: RIAS Big Band feat. Horst Jankowski
- 2000: Die Ärzte (Sample in der Live-Version des Songs Schwanz ab)
- 2001: Vicky Leandros
- 2003: Me First and the Gimme Gimmes
- 2004: The Twang
- 2005: Herbie Hancock feat. Raul Midón
- 2007: J.B.O. (vorhanden als Sample am Ende des Liedes Osama, einer Coverversion von Rosanna von Toto)

## Filmografie
In der Fernsehserie Die Bill Cosby Show singt Stevie Wonder das Lied als Duett mit Phylicia Rashād (als Claire Olivia Huxtable), deren Stimme auch in der deutschen Synchronfassung erklang. Am Ende singt fast die ganze Familie mit.
In der vierten Staffel der Fernsehserie Stromberg spielt der Song in der fünften Folge eine entscheidende Rolle.